# 천칭자리 23 b

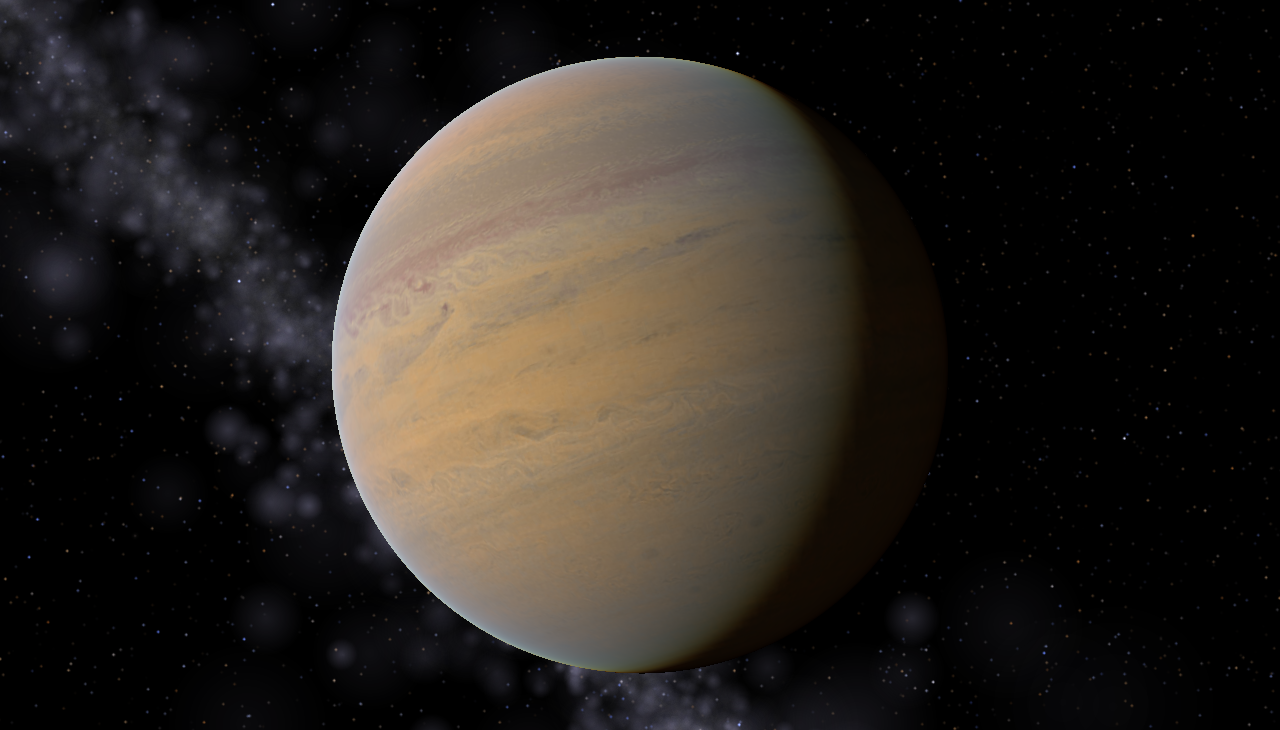

천칭자리 23 b는 2000년 발견된, 천칭자리 방향으로 지구로부터 약 81광년 떨어져 있는 외계 행성이다.
발견시를 기준으로 이 행성의 최소 질량은 목성의 1.62배이지만 궤도경사각이 밝혀져 있지 않아 최대 질량은 목성의 34배까지 불어날 수도 있다. 극대값의 경우 행성이 아니라 갈색 왜성이 된다. 이 행성은 어머니 항성의 생명체 거주가능 영역 내를 공전하고 있는데, 거리는 0.81 천문단위로 태양계에 대입할 경우 금성 궤도 정도이다. 어머니 항성이 태양과 비슷하기는 하지만 약간 더 어둡고 덜 뜨겁기 때문에 이 거리에서도 생명체 거주가능 영역이 형성되는 것이다.

## 참고 문헌
- Vogt;  외. (2000). “Six New Planets from the Keck Precision Velocity Survey”. 《The Astrophysical Journal》 536 (2): 902–914. doi:10.1086/308981. 2009년 4월 29일에 원본 문서에서 보존된 문서. 2009년 6월 10일에 확인함.
- Butler;  외. (2006). “Catalog of Nearby Exoplanets” 646 (1): 505–522. doi:10.1086/504701. 2019년 12월 7일에 원본 문서에서 보존된 문서. 2009년 6월 10일에 확인함.